# Distrito de Guarda
El distrito de Guarda es uno de los dieciocho distritos que, junto con Madeira y Azores, forman Portugal. Con capital en la ciudad homónima, limita al norte con Braganza, al este con España, al sur con Castelo Branco y al oeste con Coímbra y distrito de Viseo.
Pertenece a la provincia tradicional de la Beira Alta, salvo el municipio de Foz Coa, más al norte, que pertenece a Trás-os-Montes e Alto Douro. Área: 5535,32 km² (7º mayor distrito portugués). Población residente (2011): 160 939 habs. Densidad de población: 20,07 hab./km². 

## Subdivisiones
El distrito de Guarda se subdivide en los siguientes 14 municipios:
- Aguiar da Beira (vila)
- Almeida (vila)
- Celorico da Beira (vila)
- Figueira de Castelo Rodrigo (vila)
- Fornos de Algodres (vila)
- Gouveia (ciudad)
- Guarda (ciudad; capital distrital; capital de comunidad urbana Beiras y sede de Diocese)
- Manteigas (vila)
- Meda (ciudad)
- Pinhel (ciudad)
- Sabugal (ciudad)
- Seia (ciudad)
- Trancoso (ciudad)
- Vila Nova de Foz Côa o Foz Côa (ciudad)

En la actual división del país, el distrito se encuentra totalmente integrado en la Região Centro, ahora Vila Nova de Foz Côa pertenece a la Região Norte y la subregión de Duero. Los restantes municipios componen las subregiones de Beira Interior Norte y de Sierra de la Estrella, habiendo pertenecido anteriormente a Dão-Lafões. En resumen:
- Região Norte
  - Duero
    - Vila Nova de Foz Côa
- Região Centro
  - Beira Interior Norte
    - Almeida
    - Celorico da Beira
    - Figueira de Castelo Rodrigo
    - Guarda
    - Manteigas
    - Mêda
    - Pinhel
    - Sabugal
    - Trancoso

  - Dão-Lafões
    - Aguiar da Beira

  - Sierra de la Estrella
    - Fornos de Algodres
    - Gouveia
    - Seia

Tienen categoría de ciudad y sede de municipio: Gouveia, Guarda, Mêda, Pinhel, Sabugal, Seia, Trancoso y Vila Nova de Foz Côa.
Las otras son vilas, sede de municipio.
Otras vilas importantes: Vilar Formoso (en el municipio de Almeida), Vila Franca das Naves (Trancoso), São Romão y Santa Marinha (Seia), Souto (Sabugal) y Vila Nova de Tazem (Gouveia).